# Pueblo badui
El pueblo badui también conocido como baduy, urang kenekes, urang parahiang o urang rawajan, es un grupo étnico de origen sondanés que habita en el extremo occidental de la isla de Java, Indonesia. Está constituido por unas 27.000 personas. Rechazan la modernidad, la tecnología y los medios de transporte a favor de un estilo de vida en contacto directo con la naturaleza en las montañas Kendeng de la provincia de Bantén, a 112 kilómetros de Yakarta. Hablan una forma arcaica de sudanés conocida como banui, sunda o sondanés. Debido a su estricto aislamiento durante la pandemia no se registraron casos de Covid-19  en sus poblados a febrero de 2021.

## Etnónimo

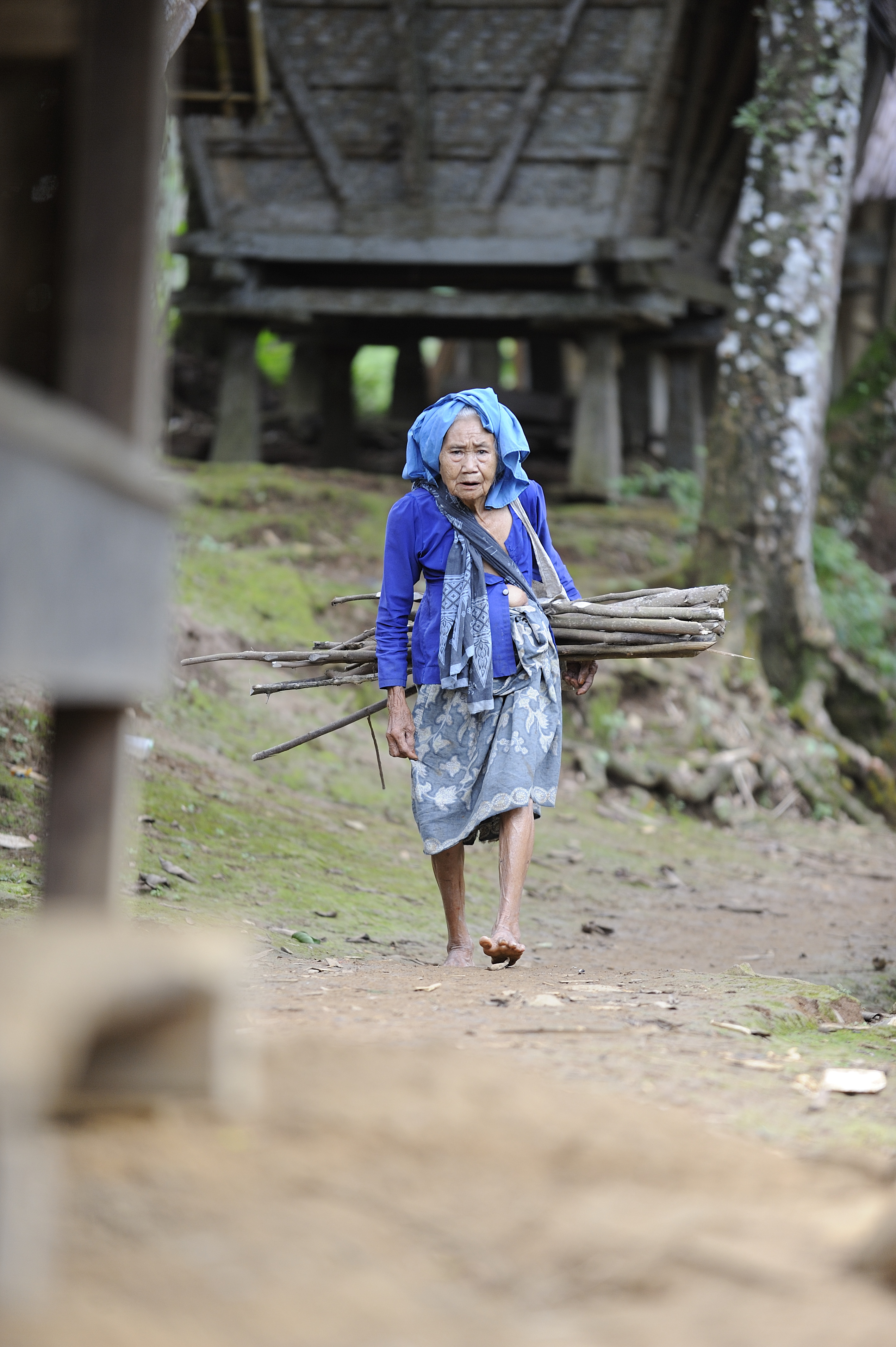
Mujer adulta del pueblo kaneke o badui.

Es posible que el término badui provenga del nombre del río y la montaña de igual nombre en la parte norte de su territorio. Su utilización deriva de la forma en que los llamaban antiguamente los colonos holandeses. El grupo prefiere llamarse a sí mismos la gente de kanekes, que proviene del nombre de la tierra donde viven. Viven al pie de la montaña Kendeng en Kanekes Village, distrito de Leuwidamar, Lebak Regency, a unos 40 km de la ciudad de Rangkasbitung.

## Costumbres

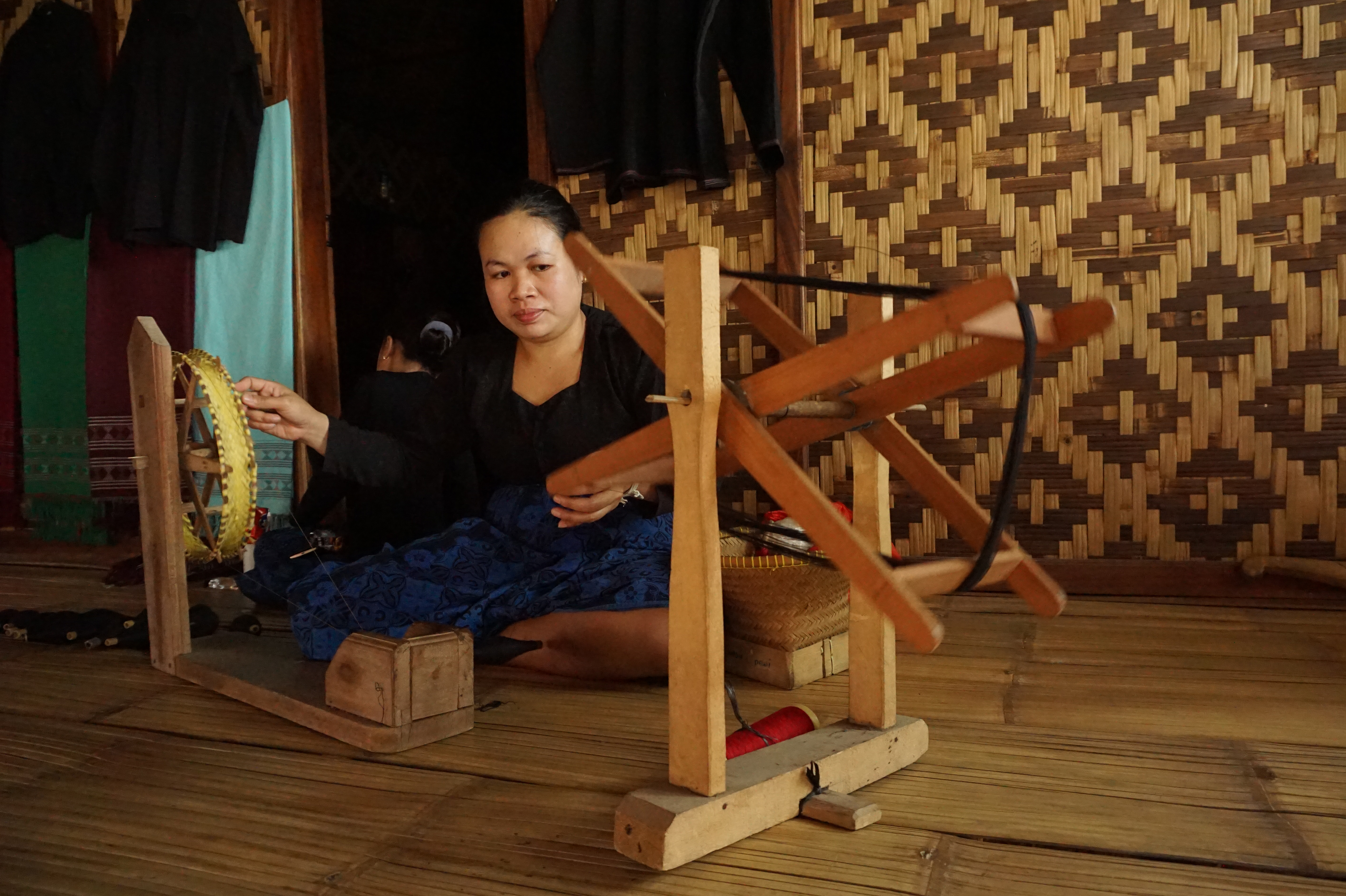
Tejido tradicional badui

La mitología badui utiliza innumerables tabúes con fines de control social.
El pueblo badui no utiliza la escritura por una prohibición de su religión tradicional. Existe un sistema nativo de escritura  cuyo uso está reservado a los sacerdotes con fines ceremoniales.
Existen tres poblados, de un total de unos 35 que administra la comunidad badui, totalmente prohibido para los forasteros (badui dalam). En ellos rigen una serie de tabúes o prohibiciones para sus habitantes como cultivar productos con fines comerciales, comer animales cuadrúpedos, domesticar cualquier animal salvo gallinas, utilizar fertilizantes o usar medicinas industriales , aunque sí las naturales de uso tradicional.
Los restantes 32 poblados (badui luar) rodean a los tres mencionados (badui dalam) y en ellos también rigen prohibiciones relativas al uso de determinados alimentos, colores, etc.
La conquista de un territorio ajeno no está permitida.

### Familia
La vida familiar también se rige por los tabúes religiosos que ordena entre otros aspectos, las relaciones sexuales. Se practica la monogamia. A los hombres se les practica la circuncisión. A finales del siglo XX la familia badui media contaba de 1,5 hijos promedio.

### Ancianos
Los más jóvenes están obligados a atender los consejos de sus mayores. Fundamentalmente aquellos relativos a la forma tradicional de vida. Durante su educación se les inculca una actitud apolítica.

### Consumo de alcohol
El consumo de bebidas alcohólicas está prohibido.

## Organización social

### Territorio

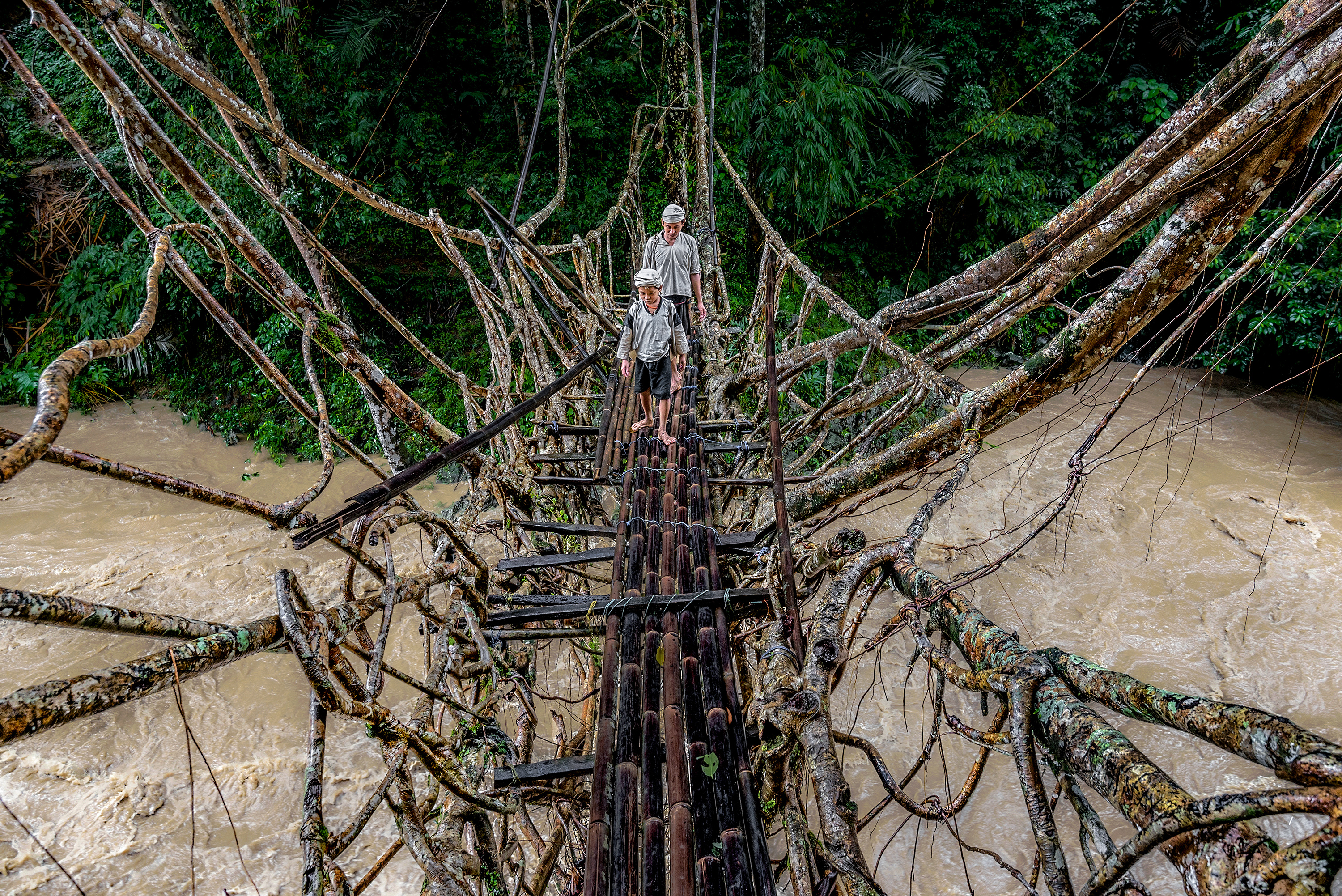
Puente colgante construido por el pueblo badui

La población habita una reserva especial de unas 5.200 hectáreas entregadas al pueblo Badui por el gobierno de Indonesia. Tienen enclaves separados en la provincia de Banten, regencia de Rangkasbitung, sobre el río Ujung;  la ciudad de Pandeglang, cerca del monte Kendeng;  dos áreas separadas en la provincia de Jawa Barat, el área de la ciudad de Sukabumi,  una aldea y el área de la ciudad de Cikajang; Provincia de Jawa Timur, extremo suroeste, al sur de la bahía de Banyubir.

### Sociedad

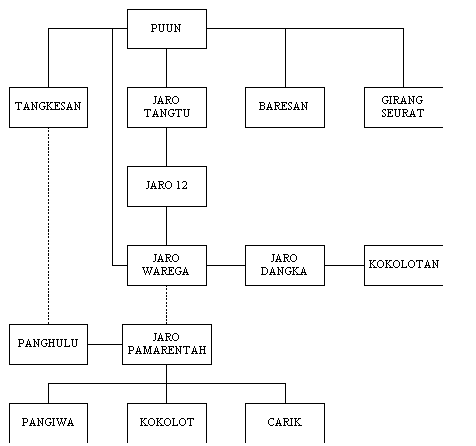
Estructura de gobierno del pueblo badui.

Los baduis se dividen en tres subgrupos: dangka; luar o panamping (baduis del exterior); y dalam o tangtu (baduis del interior). Los dalam o tangtu son los miembros del pueblo badui más estrictos en el seguimiento de las tradiciones y restricciones sociales y religiosas. Se visten de blanco o azul oscuro. Los hombres llevan un pañuelo blanco en la cabeza. Está prohibido a los extraños ingresar en sus poblados. Tanto los dalam con los luar viven en la región de Kenekes. Los dangka habitan dos poblados situados fuera de Kenekes. La estructura territorial y demográfica cumple una función de filtro o protección de la comunidad dalam. Los poblados dangka cumplen un primer control del exterior, luego los poblados luar rodean a los tres dalam donde habita en cada uno de ellos un puun, líderes de mayor rango de la etnia.
Por su parte la administración diaria del derecho consuetudinario, o kepuunan, está a cargo de miembros de la comunidad que llevan el título de jaro. Hay cuatro tipos de estos líderes: jaro tangtu (Jaro interno), jaro dangka (Jaro externo), jaro tanggungan (Jaro de seguridad) y jaro pamarentah (Jaro del gobierno). Cada comunidad tiene un jefe que actúa como dirigente y un consejo de ancianos que toman decisiones conjuntas.
La comunidad badui es respetada en toda Indonesia por sus estrictos hábitos de vida, particularmente los habitantes de los badui dalam. Sus opiniones sobre asuntos nacionales son tenidas en cuenta por los políticos indonesios.

### Vivienda

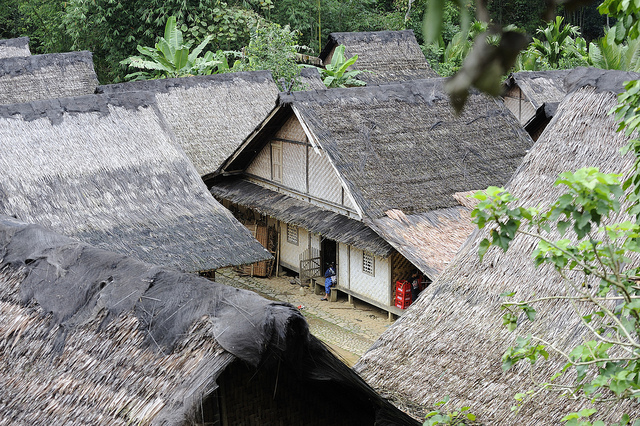
Kanekes village, Banten

Las viviendas están construidas solamente con materiales naturales como bambú y palma para el techado, sin ventanas, y no tienen sillas ni mesas, ni ningún mobiliario u otro tipo de accesorios. No utilizan utensilios modernos, equipos mecanizados ni materiales manufacturados como vidrio o plástico.

### Covid-19
Si bien los niveles de aislamiento han bajado en los últimos años, las autoridades y los habitantes dicen que gracias al distanciamiento y las estrictas normas sanitarias se evitó un brote entre las 11.600 personas que viven en el área. Hecho del que se hicieron eco los medios de comunicación tras comparar con el resto de las ciudades y pueblos indonesios cuyas poblaciones fueron muy afectadas por el virus.
Sanitarios de la región informaron que los ancianos del poblado pidieron a la gente que no viajara a las ciudades cercanas donde hubiera muchos casos confirmados y que llevara mascarilla, mantuviera la distancia y se lavara las manos. Los visitantes del área badui deben pasar una revisión médica antes de visitar cualquier poblado de la comunidad.

## Economía
Durante cientos de años, la comunidad de kanekes ha practicado el cultivo de arroz seco. El regadío está prohibido porque manipula los ríos. También obtienen ingresos adicionales de la venta de frutas recolectadas del bosque como durián y tamarindo, así como miel silvestre.

## Religión

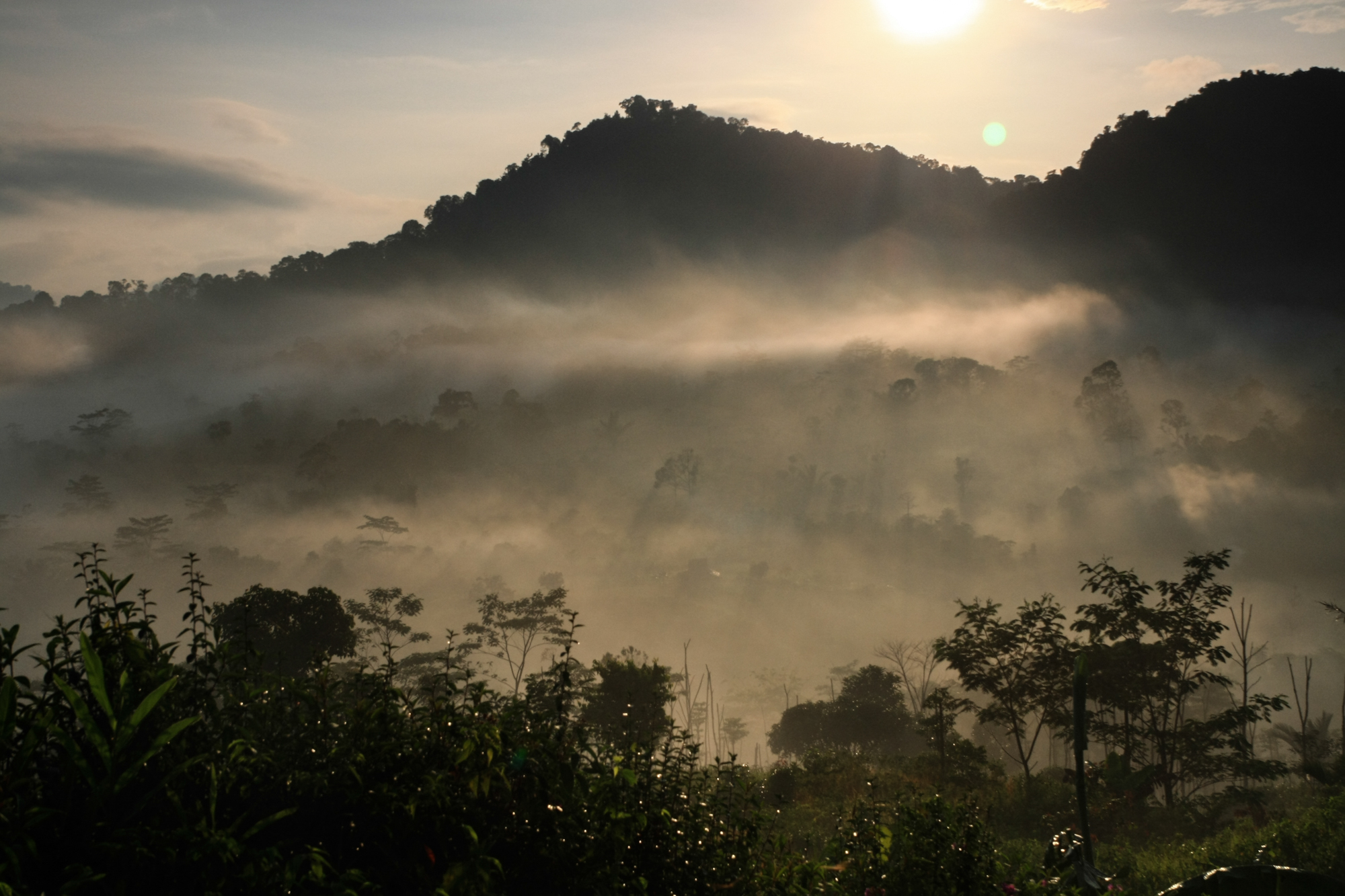
Baduy Dalam

Su sistema de creencias tradicionales  es conocido como Sunda Wiwitan. Contiene un importante culto a los espíritus de sus antepasados. A lo largo de su historia el sistema de creencias badui fue influenciado por el budismo, el hinduismo y el islam.
Se estructura en base a una serie de reglas y tabúes conocidos como pikukuh que rigen la vida cotidiana de los badui. La idea central del sistemta pikukuh es evitar los cambios. Un proverbio badui lo ejemplifica: "Lojor heunteu beunang dipotong, pendek heunteu beunang disambung", que significa: "Lo largo no debe acortarse, lo corto no debe alargarse".
El espacio más importante es Arca Domas, un lugar secreto que los badui consideran el lugar más sagrado del mundo. Lo visitan una vez al año en el mes de Kalima según el calendario badio. Solo el puun como jefe supremo y algunos miembros elegidos de la comunidad pueden unirse al grupo que peregrina al Arca Domas.
En el espacio sagrado se encuentran huecos en las rocas que almacenan agua de lluvia. Los badui creen que en el momento de los sacrificios anuales, si las rocas están llenas de agua clara, esto es una señal de que habrá mucha lluvia ese año y la cosecha será buena. Si las rocas están secas o contienen agua fangosa, esto es una señal de que la cosecha será mala.
Los badui se consideran los últimos hombres puros y los primeros en pisar la Tierra. Su misión es vivir igual que lo hicieron aquellos ancestros para evitar que un desastre se cierna sobre el mundo.

## Amenazas

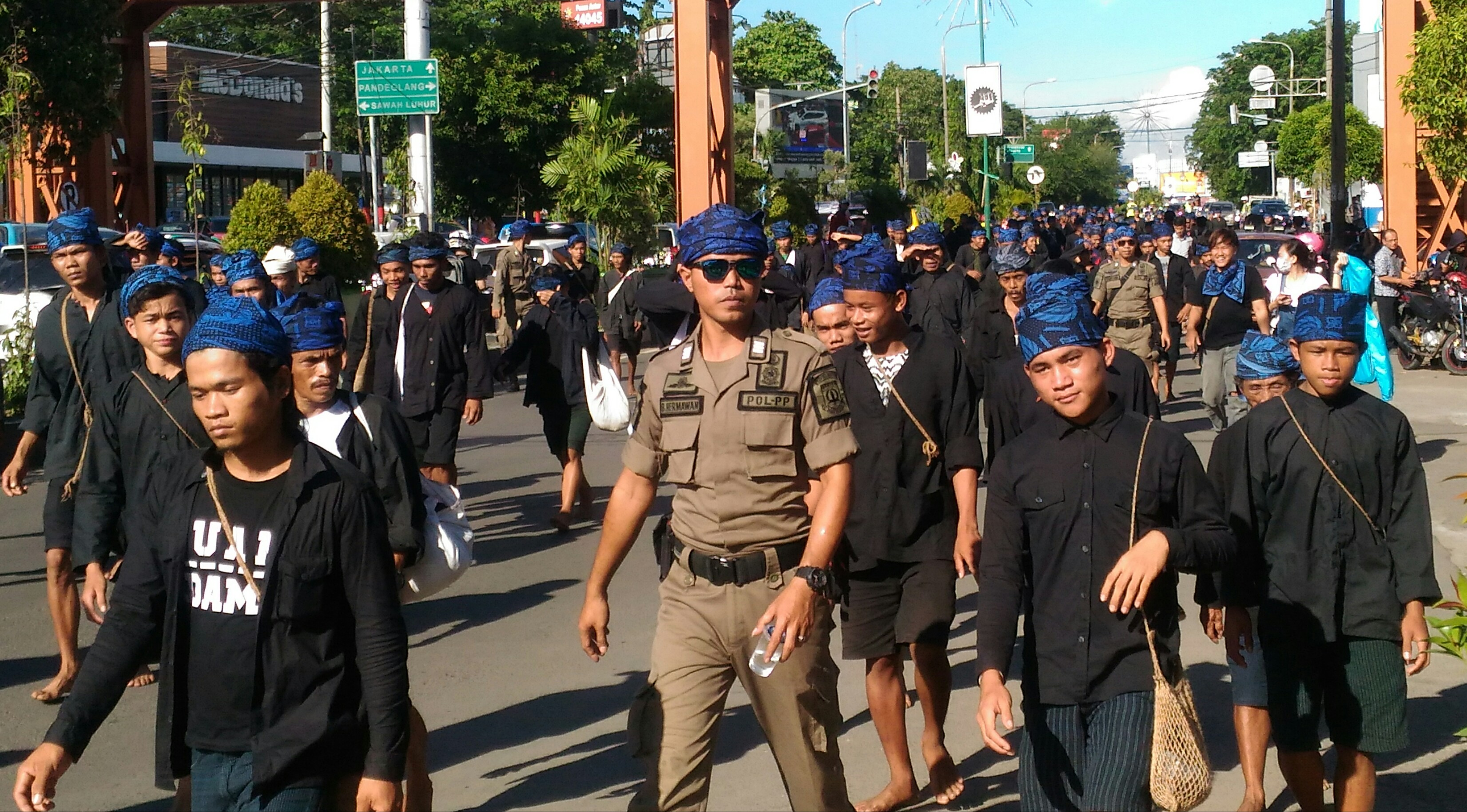
Tras la cosecha el pueblo badui hace una ofrenda de sus productos al gobernador local como muestra de buena voluntad.

El estilo de vida del pueblo badui se ve amenazado por las presiones económicas sobre su territorio y la excesiva presencia de turistas. Así lo hicieron saber en 2020 los tres jaros en una carta enviada al presidente de Indonesia. En ella señalaban algunos problemas como la basura - especialmente plástico - que dejan los turistas. También la violación de las reglas consuetudinarias que los turistas a menudo hacen, así como la incómoda sensación de que los beduinos son un espectáculo para los turistas.